# Berard (kardynał)
Berard (zm. ok. 1147) – włoski kardynał-diakon, mianowany przez papieża Lucjusza II w maju 1144. 

## Życiorys
Podpisywał bulle papieskie między 14 września 1144 a 23 grudnia 1146. Uczestniczył w papieskiej elekcji 1145. Poza tym nic bliżej o nim nie wiadomo; być może jest identyczny z subdiakonem o tym samym imieniu, który podpisał bullę Innocentego II z 22 kwietnia 1138.